# Lijst van rijksmonumenten in Glimmen
De plaats Glimmen telt 23 inschrijvingen in het rijksmonumentenregister. Hieronder een overzicht.
| Object                                         | Oorspronkelijke functie?  | Bouwjaar                                                                                           | Architect                                                         | Locatie                                      | Coördinaten?                 | Nr.?   | Afbeelding        |
| ---------------------------------------------- | ------------------------- | -------------------------------------------------------------------------------------------------- | ----------------------------------------------------------------- | -------------------------------------------- | ---------------------------- | ------ | ----------------- |
| Voorm. sarrieshut                              | Overheidsgebouw           | verm. 18e eeuw                                                                                     |                                                                   | Hoge Hereweg 5-7                             | 53° 8' 50" NB, 6° 37' 35" OL | 20278  | Meer afbeeldingen |
| Boerderij met voorhuis in verlengde van schuur | Boerderij                 | verm. 19e eeuw                                                                                     |                                                                   | Meentweg 11                                  | 53° 8' 12" NB, 6° 37' 34" OL | 20279  | Meer afbeeldingen |
| Moushorn                                       | Boerderij                 | |                                                                   | Meentweg 15                                  | 53° 8' 18" NB, 6° 37' 16" OL | 20280  | Meer afbeeldingen |
| Huis te Glimmen, zuidelijk schathuis           | Boerderij                 | mog. ca. 1820                                                                                      |                                                                   | Meentweg 26                                  | 53° 8' 22" NB, 6° 36' 60" OL | 20281  | Meer afbeeldingen |
| Huis te Glimmen, noordelijk schathuis          | Boerderij                 | mog. ca. 1820                                                                                      |                                                                   | Meentweg 30                                  | 53° 8' 22" NB, 6° 36' 59" OL | 20283  | Meer afbeeldingen |
| Huis te Glimmen, voorm. boswachterswoning      | Dienstwoning              | mog. ca. 1820                                                                                      |                                                                   | Rijksstraatweg 17                            | 53° 8' 42" NB, 6° 37' 29" OL | 20284  | Meer afbeeldingen |
| Welgelegen                                     | Woonhuis                  | voor 1838 (verkoop) waarsch. ca. 1853 (verb.)                                                      |                                                                   | Rijksstraatweg 81                            | 53° 7' 58" NB, 6° 37' 34" OL | 20285  | Meer afbeeldingen |
| Weltevreden, landhuis                          | Woonhuis                  | 1806 ca. 1828 (verb.) 1964-'66 (uitbr.)                                                            | P.L. de Vrieze (1964-'66)                                         | Rijksstraatweg 4                             | 53° 8' 56" NB, 6° 37' 29" OL | 20286  | Meer afbeeldingen |
| De Kleine Poll                                 | Kasteel, buitenplaats     | eind 18e of begin 19e eeuw                                                                         |                                                                   | Zuidlaarderweg 26                            | 53° 7' 52" NB, 6° 38' 49" OL | 20287  | Meer afbeeldingen |
| De Witte Molen                                 | Industrie- en poldermolen | 1892 1947 (herst.) 1971-'72 (herst.) 2003-'04 (rest.)                                              | P. Medendorp Wiertsema (1947) Bremer (1971-'72) Molema (2003-'04) | aan de A28 bij verzorgingsplaats Witte Molen | 53° 8' 44" NB, 6° 36' 12" OL | 20288  | Meer afbeeldingen |
| Vogelzang                                      | Woonhuis                  | 1902 1940 (verb.)                                                                                  | P. Belgraver en A. Reiziger (1902) E. Reitsma (1940)              | Hoge Hereweg 94                              | 53° 7' 54" NB, 6° 38' 52" OL | 513831 | Meer afbeeldingen |
| Vogelzang, tuin                                | Tuin, park en plantsoen   | 1940                                                                                               | J. Vroom jr.                                                      | bij Hoge Hereweg 94                          | 53° 7' 53" NB, 6° 38' 52" OL | 513832 | Upload foto       |
| Weltevreden, boerderij                         | Boerderij                 | 1867 1935 (verb. schuur)                                                                           |                                                                   | Rijksstraatweg 5                             | 53° 8' 54" NB, 6° 37' 26" OL | 513869 | Meer afbeeldingen |
| De Brinkkamp                                   | Woonhuis                  | 1920                                                                                               | A.R. Wittop Koning                                                | Rijksstraatweg 77                            | 53° 8' 4" NB, 6° 37' 42" OL  | 514056 | Meer afbeeldingen |
| De Brinkkamp, schuur                           | Onderdeel woningen e.d.   | 1921                                                                                               |                                                                   | bij Rijksstraatweg 77                        | 53° 8' 4" NB, 6° 37' 42" OL  | 514057 | Upload foto       |
| De Brinkkamp, garage                           | Onderdeel woningen e.d.   | 1938                                                                                               |                                                                   | bij Rijksstraatweg 77                        | 53° 8' 4" NB, 6° 37' 42" OL  | 514058 | Upload foto       |
| Huis te Glimmen, hoofdgebouw                   | Kasteel, buitenplaats     | mog. 16e eeuw ca. 1824 (verb.) 1934 (verb.)                                                        | A.R. Wittop Koning (1934)                                         | Meentweg 28                                  | 53° 8' 21" NB, 6° 36' 57" OL | 519717 | Meer afbeeldingen |
| Huis te Glimmen, park                          | Tuin, park en plantsoen   | 18e eeuw of ouder (eiland, moestuin) 18e eeuw (Quintusbos, wandelbos) 19e eeuw (herinr. wandelbos) |                                                                   | bij Meentweg 28                              | 53° 8' 26" NB, 6° 37' 0" OL  | 519719 | Meer afbeeldingen |
| Huis te Glimmen, schathuizen                   | Bijgebouwen kastelen enz. | 19e eeuw                                                                                           |                                                                   | bij Meentweg 28                              | 53° 8' 22" NB, 6° 37' 0" OL  | 519721 | Upload foto       |
| Huis te Glimmen, dienstwoning met hek          | Bijgebouwen kastelen enz. | 19e eeuw 1850-1875 (hek)                                                                           |                                                                   | bij Meentweg 28                              | 53° 8' 42" NB, 6° 37' 26" OL | 519723 | Upload foto       |
| Huis te Glimmen, houten brug met hek           | Tuin, park en plantsoen   | 18e eeuw                                                                                           |                                                                   | bij Meentweg 28                              | 53° 8' 20" NB, 6° 36' 57" OL | 519724 | Meer afbeeldingen |
| Huis te Glimmen, sokkel                        | Tuin, park en plantsoen   | 18e/19e eeuw                                                                                       |                                                                   | bij Meentweg 28                              | 53° 8' 20" NB, 6° 36' 57" OL | 519726 | Upload foto       |
| De Groninger Punt                              | Horeca                    | 1736                                                                                               |                                                                   | Rijksstraatweg 138                           | 53° 7' 48" NB, 6° 37' 16" OL | 528716 | Meer afbeeldingen |